# Gerard Veringa
Gerard Heinrich Veringa (Groningen, 13 april 1924 – Rijswijk, 29 december 1999) was een Nederlands politicus.
Veringa was een voorman van de KVP. Hij was minister van Onderwijs in het kabinet-De Jong en in 1971 lijsttrekker van zijn partij. Als criminoloog was hij topambtenaar van het gevangeniswezen en in Nijmegen buitengewoon hoogleraar. Tijdens zijn ministerschap vonden onder meer in 1969 de bezettingen plaats van eerst de Tilburgse universiteit en daarna het Maagdenhuis (UvA), uitingen van onvrede over de weinig democratische structuur van de universitaire wereld. Hij kwam aan de wens tot modernisering tegemoet via de Wet Universitaire Bestuurshervorming. Veringa werd in 1971 partijleider en lijsttrekker van de KVP, omdat hij een progressiever imago had dan De Jong. Hij moest echter al in 1972 de politiek verlaten vanwege zijn gezondheid en werd staatsraad. In 1977 was hij (in)formateur tijdens de mislukte formatie van een tweede kabinet-Den Uyl.
Hij was getrouwd met Elisabeth Christina (Betty) Swarte (1929-2008). Zij kregen vijf kinderen.